# Apatolestes rugosus
Apatolestes rugosus is een vliegensoort uit de familie van de dazen (Tabanidae). De wetenschappelijke naam van de soort is voor het eerst geldig gepubliceerd in 1976 door Middlekauff and Lane.